# Гинцель, Фридрих Карл
Фридрих Карл Гинцель (нем. Friedrich Karl Ginzel; 1850—1926) — австрийский астроном.

## Биография
Фридрих Карл Гинцель родился 26 февраля 1850 года в Богемии в городе Рейхенберге (ныне Либерец, Чехия).

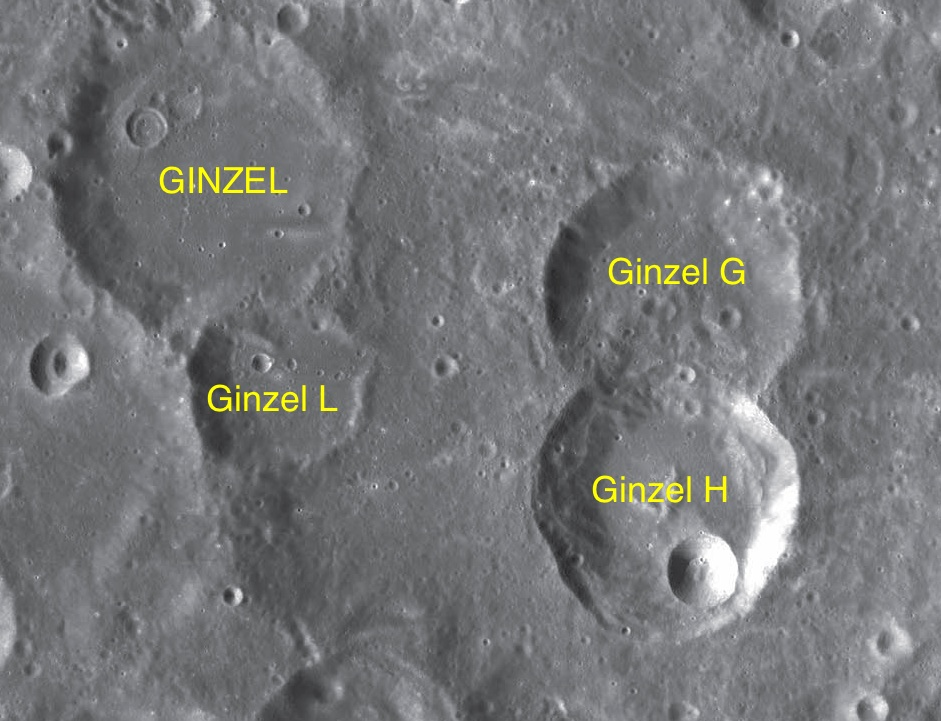
Кратер Гинцель

С 1877 года работал вместе с Теодором Оппольцером в обсерватории Вены. Затем продолжил научную деятельность в Берлинской обсерватории при Прусской академии наук.
В 1899 году Гинцель опубликовал исследование солнечных затмений и лунных затмений. Его трехтомный труд озаглавленный «Handbuch der mathematischen und technischen Chronologie» (1906-14; переизданный в 1958 и 2007), все ещё признаётся канонической работой над календарями и древней хронологией, хотя некоторые его секции являются довольно устаревшими.
Фридрих Карл Гинцель умер 29 июня 1926 года в городе Берлине.
Его именем назван один из ударных лунных кратеров.